# Deutsche Dreiband-Meisterschaft 1964

Veranstaltungsort: Münster

Die Deutsche Dreiband-Meisterschaft 1964 (DDM) war die 31. Ausgabe dieser Turnierserie und fand vom 2. bis 5. Januar in Münster, Nordrhein-Westfalen statt.

## Geschichte
Erstmals wurde die DDM in der Billard Akademie in Münster ausgetragen. Wieder nahm Seriensieger August Tiedtke nicht teil. Der Titelverteidiger Ernst Rudolph aus Köln konnte sich erneut gegen die Konkurrenz durchsetzen und seinen sechsten Dreiband-Titel mit nach Hause nehmen. Doch einfach war es für Rudolph in der letzten Partie gegen den Münchener und Vorjahres-Dritten Hans Ritschel nicht. Schnell führte der Kölner mit 59:50 und die Turnierleitung sah ihn erneut als Sieger. Sein erster Matchball misslang und Ritschel punktete zum 59:51, Rudolph fehlte erneut und der Münchener tref zum 59:52. Dasselbe wiederholte sich dann noch sieben Mal (59:59). Ritschel war am Tisch und konnte ausmachen, es sah nach einer Stichpartie aus, doch diesmal fehlte der Münchener und Rudolph konnte endlich seinen Matchball verwandelt und sich den Titel holen.

## Modus
Es spielte „Jeder gegen Jeden“ (Round Robin) auf 60 Punkte mit Nachstoß.

## Abschlusstabelle
| MP    | Match Points (Sieger = 2; Unentschieden = 1; Verlierer = 0) |
| Pkte. | Erzielte Karambolagen                                       |
| Aufn. | Benötigte Versuche                                          |
| GD    | Generaldurchschnitt                                         |
| BED   | Bester Einzeldurchschnitt eines Spielers                    |
| HS    | Höchstserie                                                 |
|       | Bester GD des Turniers                                      |
|       | Bester ED des Turniers                                      |
|       | Beste HS des Turniers                                       |
|       | 1. Platz (Gold)                                             |
|       | 2. Platz (Silber)                                           |
|       | 3. Platz (Bronze)                                           |

| 1                          | Ernst Rudolph (Köln)         | 14:0 | 420 | 450 | 0,933 | 1,111 | 10 |
| 2                          | Hans Ritschel (München)      | 12:2 | 419 | 541 | 0,774 | 0,821 | 8  |
| 3                          | Rudolf Apelt (Berlin)        | 8:6  | 388 | 586 | 0,662 | 0,759 | 9  |
| 4                          | Erich Heinrichs (Köln)       | 6:8  | 375 | 567 | 0,661 | 0,779 | 6  |
| 5                          | Hans-Dietrich Runkehl (Köln) | 6:8  | 392 | 616 | 0,636 | 0,810 | 8  |
| 6                          | Joseph Bücken (Aachen)       | 6:8  | 363 | 604 | 0,600 | 0,750 | 5  |
| 7                          | Kurt Hartkopf (Düsseldorf)   | 4:10 | 338 | 626 | 0,539 | 0,731 | 9  |
| 8                          | Josef Janzen (Bottrop)       | 0:14 | 323 | 592 | 0,545 | –     | 7  |
| Turnierdurchschnitt: 0,656 |                              |      |     |     |       |       |    |